# Maksim Kalimullin
Maksim Flurowicz Kalimullin, ros. Максим Флюрович Калимуллин (ur. 22 maja 1984 w Oktiabrskij) – rosyjski żużlowiec.
Finalista indywidualnych mistrzostw Europy juniorów (Pocking 2003 – XV miejsce). Dwukrotny medalista młodzieżowych indywidualnych mistrzostw Rosji: srebrny (2004) oraz brązowy (2005). Dwukrotny złoty medalista młodzieżowych drużynowych mistrzostw Rosji (2003, 2004). Trzykrotny medalista mistrzostw Rosji par: złoty (2006), srebrny (2004) oraz brązowy (2003). Pięciokrotny srebrny medalista drużynowych mistrzostw Rosji (2003, 2004, 2005, 2006, 2007).